# Mariano Trípodi
Mariano Trípodi (Buenos Aires, 3 juli 1987) is een Argentijns voetballer.